# Божан
Божан (фр. Bosjean) насеље је и општина у источном делу централне Француске у региону Бургоња, у департману Саона и Лоара која припада префектури Луан.
По подацима из 2011. године у општини је живело 317 становника, а густина насељености је износила 17,01 становника/km². Општина се простире на површини од 18,64 km². Налази се на средњој надморској висини од 202 метара (максималној 214 m, а минималној 181 m).

## Демографија
| 1962. | 1968. | 1975. | 1982. | 1990. | 1999. | 2011. |
| ----- | ----- | ----- | ----- | ----- | ----- | ----- |
| 315   | 417   | 339   | 275   | 292   | 285   | 317   |

График промене броја становника у току последњих година